# Борушко, Александр Михайлович
Александр Михайлович Борушко — советский инженер-конструктор.

## Биография
Родился в 1907 году в Горках. Член КПСС.
Окончил рабфак в Смоленске, Московский механико-машиностроительный институт, военно-промышленное отделение факультета военно-морского оружия Военно-морской академии.
В 1934—1937 гг. — старший конструктор ЦТБ-178.
В 1937—1941 гг. — директор ЦКБ-136.
В 1941 г. — начальник КБ-М, ЦКБ-347.
В 1941—1944 гг. — начальник ЦКБ-36.
В 1944—1945 гг. — директор, в 1945—1947 гг. — главный инженер НИИ-400.
В 1947—1951 гг. — начальник ЦКБ-145.
В 1951—1972 гг. — директор НИИ-400 (ныне — НИИ «Гидроприбор»).
За создание нового образца вооружения (первого
советского акустического НВ «Краб» для мины КБ) был в составе коллектива удостоен Сталинской премии за выдающиеся изобретения и коренные усовершенствования методов производственной работы 1949 года.
Умер в 1981 году в Ленинграде.

## Награды
- Орден Ленина
- Орден Трудового Красного Знамени (дважды)
- Орден Знак Почёта